# Armenia en los Juegos Europeos de Cracovia 2023
Armenia participó en los Juegos Europeos de Cracovia 2023 con un equipo de 55 deportistas. Responsable del equipo nacional fue el Comité Olímpico Nacional de Armenia.

## Medallistas
El equipo de Armenia obtuvo las siguientes medallas:
| Nombre                           | Deporte   | Competición        |
| -------------------------------- | --------- | ------------------ |
| Oro                              |           |                    |
| —                                |           |                    |
| Plata                            |           |                    |
| Benik Jlgatian Elmira Karapetian | Tiro      | Pistola 10 m mixto |
| Bronce                           |           |                    |
| Anita Makian                     | Karate    | Kumite –68 kg F    |
| Narek Jachikian                  | Muay thai | –60 kg M           |